# Weltschmerz
Weltschmerz (njem. svjetska bol) je popularan izraz koji je prvi uveo njemački pisac Jean Paul a dovodi se u vezu s romantičarima s kraja 18. i početka 19. stoljeća. 
Pojam je postao općeprihvaćen i u krugovima laičke mase. Tim imenom pokušao se objasniti i opisati kolektivni osjećaj žalosti i bespomoćnosti koji je u to vrijeme zahvatio tisuće mladih ljudi, pretežito umjetnika i intelektualaca. Riječ je o sentimentalnom osjećanju cijele jedne generacije, a što je bila njihova reakcija (i izraz bespomoćnosti) pred zlom, nepravdom i besmislenošću koji su, kako im se činilo, obilježavali svijet u kojem žive. Mladi ljudi, najčešće pod utjecajem poezije, snažno su podlijegali svjetskoj boli i nerijetko su je se rješavali na najgori i najjednostavniji mogući način – samoubojstvom.